# José Aílton da Silva
José Aílton da Silva, meglio noto solo come Aílton (Cajueiro, 8 settembre 1977), è un ex calciatore brasiliano, di ruolo centrocampista.

## Carriera
Ha militato con squadre della massima serie brasiliana, messicana e cilena.

## Palmarès

### Club

#### Competizioni nazionali
- Campionato messicano: 2

Pumas UNAM: Apertura 2004, Clausura 2004

#### Competizioni statali
- Campionato paulista: 1

Palmeiras: 1996